# Черноземен
Черноземен (болг. Черноземен) — село в Болгарии. Находится в Пловдивской области, входит в общину Калояново. Население составляет 437 человек.

## Политическая ситуация
В местном кметстве Черноземен, в состав которого входит Черноземен, должность кмета (старосты) исполняет Тоня Христозова Христозова (Союз демократических сил (СДС)) по результатам выборов правления кметства.
Кмет (мэр) общины Калояново — Александр  Крыстев Абрашев (коалиция партий: Граждане за европейское развитие Болгарии (ГЕРБ), Союз демократических сил (СДС), Демократы за сильную Болгарию (ДСБ), Земледельческий народный союз (ЗНС)) по результатам выборов в правление общины.